# Буна
Буна або Бояна (алб. Bunë або Buna, серб. Бојана, Bojana, чорн. Бојана, Bojana) —  річка в Албанії і Чорногорії, яка впадає у Адріатичне море. Витікає річка зі Скадарського озера, основною притокою якого є річка Морача. Довжина річки становить 41 км, проте, якщо виміряти її від річки Морача, загальна довжина становить 183 км.  
Майже одразу після витоку річка зливається з рукавом Великий Дрин річки Дрин. Пройшовши 20 км по території Албанії, річка стає прикордонною. Близько міст Долішній Штой і Веліпоя річка витікає в Адріатичне море і в гирлі утворює 2 рукави, огинаючи острів Ада.